# 赤井由紀
赤井 由紀（あかい ゆき）は、日本の女流洋画家。
福島県伊達郡梁川町（現・伊達市梁川町）出身。旧姓は中村由紀。1968年に武蔵野美術大学油絵学科を卒業。版画も手掛ける。日本美術家連盟会員。

## 経歴
- 1987年 - 春陽会展に初出品
- 1992年 - 埼玉県展美術家協会賞受賞
- 2000年 - 春陽展奨励賞
- 2003年 - 春陽会会員に推挙される[1][2]。
  - 銀座の「ギャラリー惣」で個展、以後ほぼ隔年で7回、同画廊で個展を開催[3]。
- 2004年 - ニューヨークのワ－ルドトレード・アートギャラリー（Global Art 2004）に出品
- 2005年 - 福島県伊達市の梁川美術館、梁川ゆかりのアーティスト展で個展を行なう
- 2009年 - 第86回春陽展で中川一政賞を受賞
- 2017年 - CWAJ現代版画展に入選